# رزازورین
رزازورین (به انگلیسی: Resazurin) یک ترکیب شیمیایی با شناسه پاب‌کم ۱۱۰۷۷ است.